# Es Bòrdes
Es Bòrdes (španělsky Bordas) je španělská obec v Údolí Arán, v západní části autonomní oblasti Katalánsko. Žije zde 280 obyvatel.